# Колонии Франции

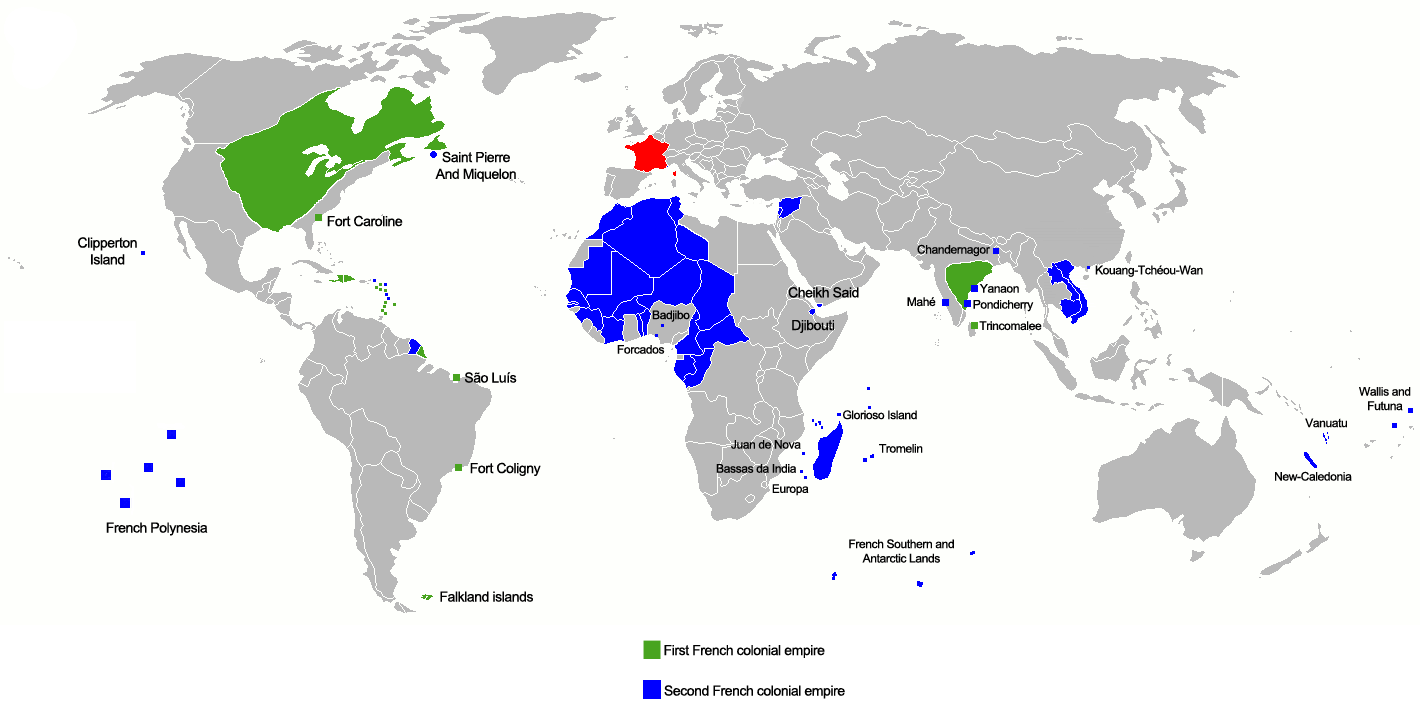
Зелёным — совокупность колониальных владений Франции в период между 1546—1809 годами; синим — колонии Франции в 1814—1962 годах

Эволюция французской колониальной империи (год указан в левом верхнем углу)

Францу́зская колониа́льная импе́рия (фр. L’Empire colonial français) — совокупность колониальных владений Франции в период между 1535—1980 годами.
Как и Британская империя, Франция имела колониальные территории во всех регионах мира, но её колониальная политика значительно отличалась от британской. Остатками некогда обширной колониальной империи являются современные заморские владения Франции (заморские департаменты, сообщества и административно-территориальные образования с особым статусом), среди которых только Французская Гвиана находится на материке. Все остальные — острова (Французская Полинезия, Мартиника, Майотта и др.), а также особая территория sui generis (остров Новая Каледония). Современным наследием французской колониальной эпохи является также союз франкоязычных стран (Франкофония).

## История
В эпоху великих открытий Франция стала третьей по счёту европейской страной (после Португалии и Испании), включившейся в исследование и колонизацию заморских территорий. В отличие от двух иберийских стран, французы проявляли интерес как к тропическим, так и к умеренным широтам. К примеру, в 1535 году француз Жак Картье исследовал устье реки Святого Лаврентия, положив начало колонии Новая Франция, некогда занимавшей всю центральную часть Североамериканского континента.
В экономическом и военном отношениях Франция также была более передовой страной, чем её иберийские собратья. Французы начали всерьёз интересоваться заморскими исследованиями почти на 70 лет раньше их главного европейского конкурента — Британской империи. Более того, население Франции на тот момент более чем втрое превышало британское. Однако внутриполитическая нестабильность, слабость торгово-экономической инфраструктуры, а также фактический провал модели переселенческого колониализма, который в чистом виде смогла реализовать лишь Британия, отодвинул Францию на второе место к середине XVIII века.

## Периодизация
Наиболее заметно на эволюции французской колониальной империи сказалось соперничество Франции и Великобритании, которое достигло апогея в середине XVIII века, завершившись победой последней. Хронологически историю французского колониализма можно разделить на следующие периоды:
- Первая французская колониальная империя условно существовала в 1546—1809 годах, достигнув площади около 8 013 624 км², преимущественно в Северной Америке.
  - Парижский договор 1763 года лишил Францию больших земель в Северной Америке на территории нынешних Канады и США, а также в Сенегале.
  - Продажа Луизианы в 1803 году, Гаитянская революция 1804 года и захват португальцами Французской Гвианы в 1809 году окончательно разрушили первую колониальную империю.
- Вторая французская колониальная империя условно существовала в 1814—1962 годах, достигнув в 1943 году площади около 13 500 000 км² (9,0 % площади земной поверхности планеты), преимущественно в Африке и Азии.
  - В 1814 году Великобритания и Португалия вернули Франции низовья реки Сенегал и ряд островов Карибского моря, вместе с Французской Гвианой.
  - В 1830 году вторжение французов в Алжир положило начало широкой колонизации Африки и Азии.
  - Деколонизация этих территорий происходила в 1945—1962 годах.

При этом лишь низовья реки Сенегал, ряд островов Карибского моря и Французская Гвиана контролировались Францией в периоды как первой, так и второй империй.

## Демография (1919—1939)
|                                                 | 1921       | 1926        | 1931        | 1936        |
| ----------------------------------------------- | ---------- | ----------- | ----------- | ----------- |
| Метрополия Франции                              | 39.140.000 | 40.710.000  | 41.550.000  | 41.500.000  |
| Колонии, протектораты и подмандатные территории | 55.556.000 | 59.474.000  | 64.293.000  | 69.131.000  |
| Всего                                           | 94.696.000 | 100.184.000 | 105.843.000 | 110.631.000 |
| Процент от мирового населения                   | 5,0 %      | —           | 5,1 %       | -           |
| Источники: INSEE, SGF                           |            |             |             |             |

## Заморская экспансия
В настоящем списке в хронологическом порядке обретения представлены все заморские по отношению к Франции территории мира, когда-либо находившиеся в зависимости от неё.

### Колониальные компании
- 1625—1635 Compagnie de Saint-Christophe
- 1627—1663 Компания Новой Франции
- 1635—1651 Compagnie des Îles de l’Amérique
- 1664—1667 Compagnie de l’Occident
- 1664—1674 Французская Вест-Индская компания
- 1664—1769 Французская Ост-Индская компания
- 1672—1702 Compagnie du Sénégal
- 1684—1720 Миссисипская компания
- 1712—1717 Компания Кроза
- ? — 1882 Компания Сенегала и западного побережья Африки
- 1878—1882 Французское общество Экваториальной Африки

### Управление колониями и правовое положение их жителей

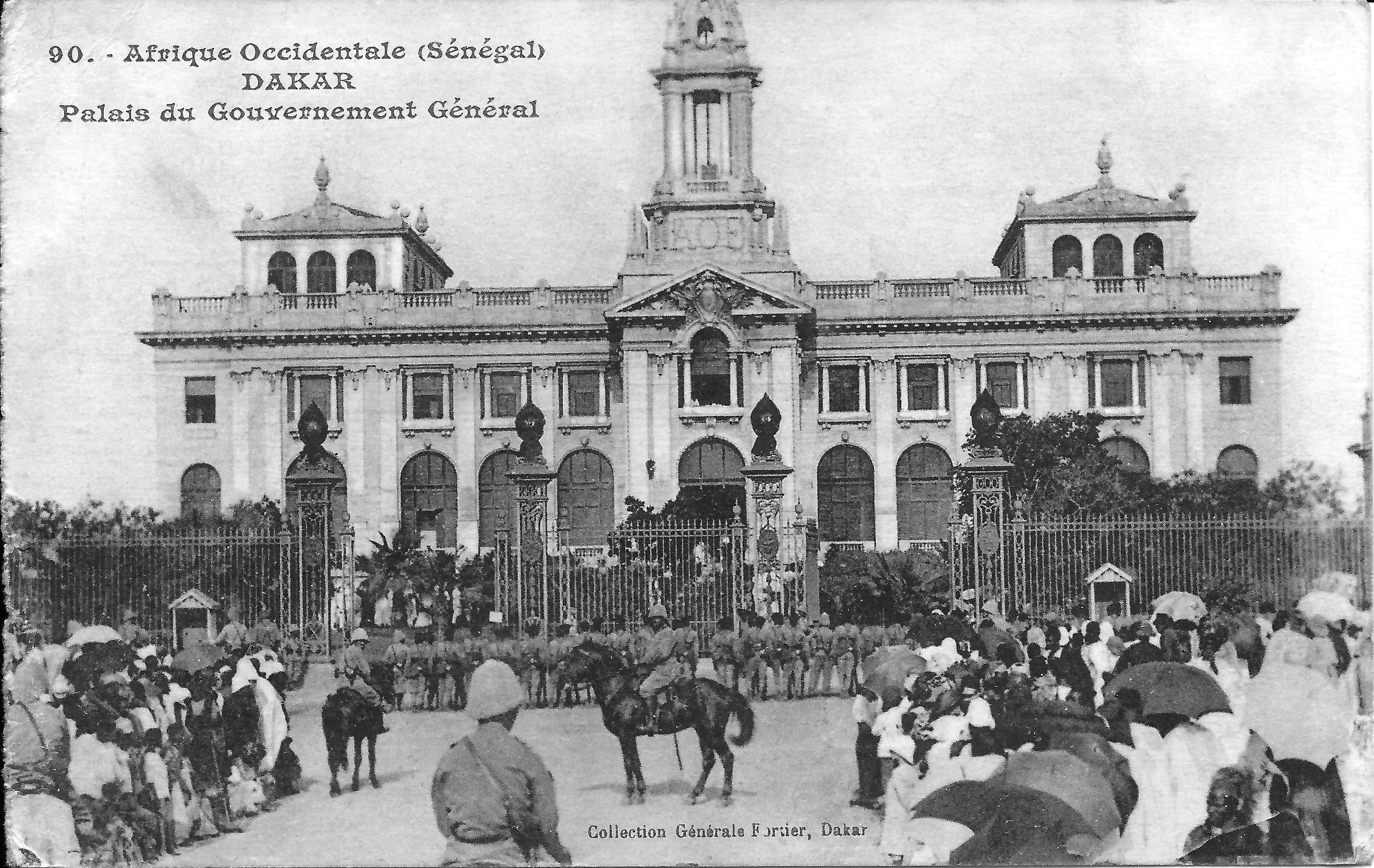
Дворец генерал-губернатора в Дакаре, начало XX века

Колонии Франции в XIX веке официально входили в состав Франции в качестве департаментов, а немногочисленные протектораты (Тунис, Камбоджа, Лаос, Тонкин, Марокко) хотя и имели своих формальных традиционных правителей, но фактически также управлялись назначаемой французской администрацией. 
В колониях действовали французские законы и суды, традиционные элиты «старых» колоний (Сенегал, Кохинхина, Мартиника, Гваделупа, Алжир) могли голосовать на выборах во французский парламент (Национальное собрание). Представители местных элит были служащими в колониях на низшем управленческом уровне (коммуны).
Основная масса населения колоний не имела французского гражданства, но существовал механизм его получения. Например, в Сенегале в городах Сен-Луи, Горе, Дакар и Рюфиск в 1848 году части местного населения было предоставлено французское гражданство на основе имущественного (ведение коммерческого дела) и образовательного (умение читать и писать) ценза. С 1881 года вступил в силу Кодекс коренных народов, который предусматривал, что для получения французского гражданства надо было достичь возраста совершеннолетия, овладеть грамотой и по собственному заявлению перейти под действие законов метрополии. Первоначально действие этого механизма распространялось только на Алжир, французскую Индию и Индокитай, но к началу XX века охватывало уже всю Африку (кроме Туниса и Марокко) и Карибские острова.

## ЭкспансиянаполеоновскойФранции
- Бельгия
- Батавская республика (Голландия)

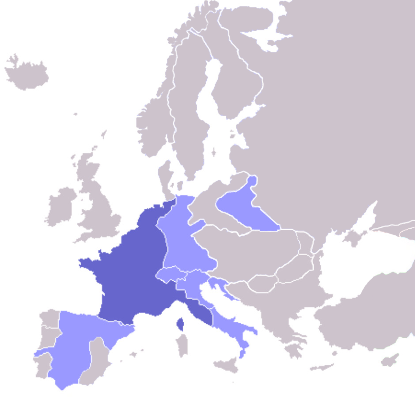
Империя Наполеона и зависимые государства в 1811 году

- западная часть Германии (Рейнский союз)
- Швейцария
- Италия (Пьемонт, Тоскана, Папская область, Неаполитанское королевство и др.)
- Испания (кроме Галисии и Гранады)
- Иллирия (Далмация)
- Герцогство Варшавское